# Charlie Telfer
Charlie Telfer (* 4. Juli 1995 in Carluke) ist ein schottischer Fußballspieler.

## Karriere

### Verein
Charlie Telfer der in Carluke geboren wurde, begann seine Karriere als Achtjähriger bei den Glasgow Rangers. Während dieser Zeit besuchte er das Bell College im etwa 20 km südöstlich von Glasgow entfernten Hamilton. Im April 2014 gab der 19-Jährige Telfer sein Profidebüt im Trikot der Rangers gegen den FC Stenhousemuir, als er für Dean Shiels eingewechselt wurde. Bis zum Ende der Saison kam der im Mittelfeld spielende Telfer unter Teammanager Ally McCoist jedoch kein weiteres Mal zum Einsatz. Bereits nach seiner ersten Profisaison bei seinem Jugendverein, für den er elf Jahre aktiv war, verließ er diesen. Er wechselte trotz laufenden Vertrages in Glasgow zum Ligakonkurrenten Dundee United. Dies hatte zur Folge, dass sein neuer Verein Nachzahlungen zu leisten hatte. Für Dundee debütierte Telfer am 1. Spieltag der Scottish Premiership 2014/15 im New Firm gegen den FC Aberdeen. Im November desselben Jahre schoss Telfer sein erstes Profitor im Spiel gegen den FC St. Mirren. Zudem wurde er im November 2014 zum Jungprofi des Monats in Schottlands höchster Liga gewählt. Unter Jackie McNamara kam er in der Saison 2014/15 auf 22 Partien und vier Treffern. Ohne Einsatz im schottischen Ligapokalfinale unterlagen die Arabs im März 2015 mit 0:2 gegen Celtic Glasgow.

### Nationalmannschaft
Charlie Telfer spielte ab dem Jahr 2011 innerhalb der schottischen Juniorenteams. Über die schottische U-17, für die er in sechs Partien einen Treffer erzielen konnte, kam er von 2013 bis 2014 fünfmal in der U-19 zum Einsatz. Im März 2015 debütierte Telfer in der U-21 gegen Ungarn.

## Erfolge
mit den Glasgow Rangers:
- Scottish League One: 2014